# لوك دورن
لوك دورن (بالإنجليزية: Luke Dorn)‏ هو لاعب دوري الرغبي أسترالي، ولد في 2 يوليو 1982 في مايتلاند في أستراليا.